# Pierino Fanna
Pierino Fanna (Grimacco, 23 giugno 1958) è un ex calciatore italiano, di ruolo centrocampista o attaccante.
È uno dei sei calciatori italiani (insieme a Giovanni Ferrari, Filippo Cavalli, Sergio Gori, Aldo Serena e Attilio Lombardo) ad aver conquistato lo scudetto con tre società differenti, nel suo caso Juventus, Verona e Inter.

## Caratteristiche tecniche
Ala destra in grado di svariare su ambo i fronti del campo Era dotato di tecnica, velocità e fantasia. Negli anni alla Juventus fu utilizzato anche come seconda punta, pur non essendo quello un ruolo adatto alle sue caratteristiche. Rese al meglio in compagini di medio livello, dove poteva essere spesso coinvolto nel gioco della squadra, mentre soffrì molto a causa del suo carattere la pressione delle grandi piazze.

## Carriera

### Giocatore

#### Club

##### Atalanta e Juventus

Fanna alla Juventus a fine anni 70

Arrivato all'Atalanta a quattordici anni, dopo tre anni di giovanili, Fanna esordisce in prima squadra nella serie cadetta con 20 presenze e due gol. Nella stagione 1976-1977 l'ala friulana è una pedina fondamentale della squadra e ottiene la promozione in Serie A con i bergamaschi.
Nel 1977 approda alla Juventus. Fanna nei primi tre anni non si esprime al meglio, penalizzato da ruoli non adatti alle sue caratteristiche e anche dal suo carattere introverso. Nelle stagioni 1980-1981 e 1981-1982 trova spazio tra i titolari e contribuisce con alcuni gol e numerosi assist alla conquista dello scudetto; in particolare, suo fu il tiro che, fermato con un braccio da un difensore del Catanzaro, procurò il rigore che valse ai bianconeri lo scudetto 1981-1982.

##### Verona
Nell'estate 1982 viene ceduto al Verona di Osvaldo Bagnoli, squadra neopromossa, per la cifra di un miliardo e mezzo di lire. Nei suoi anni in Veneto, Fanna rappresenta un'importante pedina tattica nello sviluppo del contropiede, creando gli spazi e i presupposti per una rapida ripartenza senza palla da parte di Roberto Tricella: la scelta di tempo di questi due giocatori determinava lo spostamento e l'inserimento di un compagno che finalizzava l'azione.
Due anni dopo in gialloblù conquista, nel campionato 1984-1985, uno storico scudetto.

##### Inter, ritorno a Verona

Fanna, con la maglia dell'Inter, esulta dopo la sua rete nel derby d'Italia del 15 marzo 1987.

Nell'estate 1985 passa all'Inter per 5,2 miliardi di lire. Nel 1988-1989, con 13 partite, è uno dei comprimari nello scudetto dei record vinto sotto la guida di Giovanni Trapattoni, tuttavia nelle stagioni a Milano non riesce mai a replicare il rendimento mostrato in maglia scaligera.
Nella stagione 1989-1990 torna quindi a Verona, in un campionato che culmina con la retrocessione in Serie B, riconquistando prontamente la Serie A l'anno dopo ma tornando nuovamente fra i cadetti al termine del torneo 1991-1992. L'annata successiva Fanna lascia definitivamente l'attività agonistica.

#### Nazionale
Nel 1977 esordisce nella nazionale Under-21, mentre nel 1983 avviene l'esordio con la nazionale maggiore, con la quale totalizza 14 presenze, senza mai andare in rete.

### Dopo il ritiro
Si è occupato del settore giovanile veronese per qualche anno e, con l'arrivo di Cesare Prandelli nell'estate 1998, è stato allenatore in seconda. Seguì poi Prandelli al Venezia.

## Statistiche

### Cronologia presenze e reti in nazionale
| Cronologia completa delle presenze e delle reti in nazionale ― Italia | Cronologia completa delle presenze e delle reti in nazionale ― Italia | Cronologia completa delle presenze e delle reti in nazionale ― Italia | Cronologia completa delle presenze e delle reti in nazionale ― Italia | Cronologia completa delle presenze e delle reti in nazionale ― Italia | Cronologia completa delle presenze e delle reti in nazionale ― Italia | Cronologia completa delle presenze e delle reti in nazionale ― Italia | Cronologia completa delle presenze e delle reti in nazionale ― Italia |
| Data                                                                  | Città                                                                 | In casa                                                               | Risultato                                                             | Ospiti                                                                | Competizione                                                          | Reti                                                                  | Note                                                                  |
| --------------------------------------------------------------------- | --------------------------------------------------------------------- | --------------------------------------------------------------------- | --------------------------------------------------------------------- | --------------------------------------------------------------------- | --------------------------------------------------------------------- | --------------------------------------------------------------------- | --------------------------------------------------------------------- |
| 22-12-1983                                                            | Perugia                                                               | Italia                                                                | 3 – 1                                                                 | Cipro                                                                 | Qual. Euro 1984                                                       | -                                                                     | 60’                                                                   |
| 4-2-1984                                                              | Roma                                                                  | Italia                                                                | 5 – 0                                                                 | Messico                                                               | Amichevole                                                            | -                                                                     | 46’                                                                   |
| 3-3-1984                                                              | Istanbul                                                              | Turchia                                                               | 1 – 2                                                                 | Italia                                                                | Amichevole                                                            | -                                                                     | 76’                                                                   |
| 7-4-1984                                                              | Verona                                                                | Italia                                                                | 1 – 1                                                                 | Cecoslovacchia                                                        | Amichevole                                                            | -                                                                     | 46’                                                                   |
| 22-5-1984                                                             | Zurigo                                                                | Germania Ovest                                                        | 1 – 0                                                                 | Italia                                                                | Amichevole                                                            | -                                                                     | 71’                                                                   |
| 26-5-1984                                                             | Toronto                                                               | Canada                                                                | 0 – 2                                                                 | Italia                                                                | Amichevole                                                            | -                                                                     |                                                                       |
| 30-5-1984                                                             | New York                                                              | Stati Uniti                                                           | 0 – 0                                                                 | Italia                                                                | Amichevole                                                            | -                                                                     |                                                                       |
| 26-9-1984                                                             | Milano                                                                | Italia                                                                | 1 – 0                                                                 | Svezia                                                                | Amichevole                                                            | -                                                                     | 15’                                                                   |
| 8-12-1984                                                             | Pescara                                                               | Italia                                                                | 2 – 0                                                                 | Polonia                                                               | Amichevole                                                            | -                                                                     | 70’                                                                   |
| 13-3-1985                                                             | Atene                                                                 | Grecia                                                                | 0 – 0                                                                 | Italia                                                                | Amichevole                                                            | -                                                                     | 72’                                                                   |
| 3-4-1985                                                              | Ascoli Piceno                                                         | Italia                                                                | 2 – 0                                                                 | Portogallo                                                            | Amichevole                                                            | -                                                                     | 60’                                                                   |
| 2-6-1985                                                              | Città del Messico                                                     | Messico                                                               | 1 – 1                                                                 | Italia                                                                | Amichevole                                                            | -                                                                     | 64’                                                                   |
| 6-6-1985                                                              | Città del Messico                                                     | Italia                                                                | 2 – 1                                                                 | Inghilterra                                                           | Amichevole                                                            | -                                                                     | 46’                                                                   |
| 25-9-1985                                                             | Lecce                                                                 | Italia                                                                | 1 – 2                                                                 | Norvegia                                                              | Amichevole                                                            | -                                                                     | 66’                                                                   |
| Totale                                                                |                                                                       | Presenze                                                              | 14                                                                    |                                                                       | Reti                                                                  | 0                                                                     |                                                                       |

## Palmarès

### Club
- Campionato italiano: 5

Juventus: 1977-1978, 1980-1981, 1981-1982
Verona: 1984-1985
Inter: 1988-1989
- Coppa Italia: 1

Juventus: 1978-1979